# Stanislau Bulak-Balachowitsch

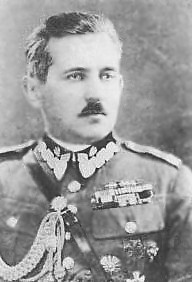
Stanislau Bulak-Balachowitsch

Stanislau Bulak-Balachowitsch (belarussisch Станіслаў Булак-Балаховіч; polnisch Stanisław Bułak-Bałachowicz; * 12. November 1883 in Mejschty, Litauen; † 28. November 1940 in Warschau, Polen) war ein belarussisch-polnischer General.

## Leben
Während des Ersten Weltkrieges kämpfte Bulak-Balachowitsch in der russischen Armee und erhielt hohe Auszeichnungen.
Nach Ausbruch des russischen Bürgerkrieges 1918 wurde er zunächst Kommandeur eines polnischen Kavallerie-Detachements, welches auf der Seite der Bolschewiki kämpfte. Er wechselte jedoch bald die Seiten und schloss sich mit seinem Detachement der Weißen Nordarmee und dem mit ihr kämpfenden deutschen Freikorps an.
Im Polnisch-Sowjetischen Krieg kämpfte Bulak-Balachowitsch auf der Seite Polens. In seiner Armee dienten 41 Prozent Russen, 23 Prozent Ukrainer und 21 Prozent Belarussen. Der Historiker Stephan Lehnstaedt bezeichnet sie deshalb als eine quasi „fremdethnische Hilfstruppe Józef Piłsudskis“. Bulak-Balachowicz habe als „eine Art Warlord“ (Lehnstaedt) Krieg geführt. Wie schon bei seinen Einsätzen auf zaristischer, dann bolschewistischer Seite habe er nach eigenem Gutdünken gehandelt, insbesondere was seine Brutalität gegen Juden betraf. Immer wieder trafen Berichte über Massaker seiner Einheiten gegen Juden bei der polnischen Führung in Warschau ein, zum Beispiel aus Kamień Koszyrski, einem ostgalizischen Ort von seinerzeit etwa 1200 Einwohnern, wo Bulak-Balachowitschs Männer rund 600 Menschen, fast ausschließlich Juden, ermordeten. Weitere Massaker beging Bulak-Balachowitschs Einheit auch in der Weißrussischen Volksrepublik.
Die Brutalität von Bulak-Balachowitsch und seiner Truppe war in den Reihen des polnischen Militärs durchaus bekannt und stieß auch dort auf Ablehnung. So äußerte sich der spätere Brigadegeneral Józef Jaklicz (1894 – 1974) und Stabschef der im Polnisch-Sowjetischen Krieg eingesetzten polnischen 15. Infanteriedivision wie folgt:

„Er ist ein Mann ohne Ideologie, ein Schlächter und Mörder, und genauso sind seine Gefolgsleute. [...] Vor meinen Augen warfen sie ihm (Batka, wie sie ihn nennen) den Kopf eines Bolschewisten vor die Füße, abgeschlagen mit dem Säbel.“

Bulak-Balachowitschs Einheit zählte zu Beginn des Polnisch-Sowjetischen Krieges nur etwa 800 Mann, bedingt durch Deserteure – sowohl ehemals weißrussische Soldaten als auch Überläufer aus der Roten Armee – wuchs seine Streitmacht bis zum Herbst 1920 auf etwa 12.000 Angehörige an. Anfang November 1920 proklamierte sich Bulak-Balachowitsch selbst in Masyr zum Präsidenten der Provisorischen Belarussischen Regierung. Da er jedoch keine Unterstützung aus der Bevölkerung erhielt und da die Rote Armee seiner Einheit weit überlegen war, musste er sich bereits Mitte November 1920 wieder über die Grenze nach Polen zurückziehen, wobei seine Truppen nach heftigen Gefechten noch etwa 6500 Mann zählten. Infolge des Friedensvertrages von Riga 1921 blieb Belarus unter der Kontrolle der Sowjetunion. 
Ein Auslieferungsersuchen seitens der Sowjetunion lehnte Polen mit dem Hinweis ab, dass Bulak-Balachowitsch Pole sei (obgleich sein Geburtsort im heutigen Litauen liegt). Fortan diente Bulak-Balachowitsch als Offizier in der Polnischen Armee und war während des Spanischen Bürgerkrieges Berater von Francisco Francos Nationalisten.
1940 wurde er während der deutschen Besatzung Warschaus von der Gestapo ermordet.